# Вправа (математика)

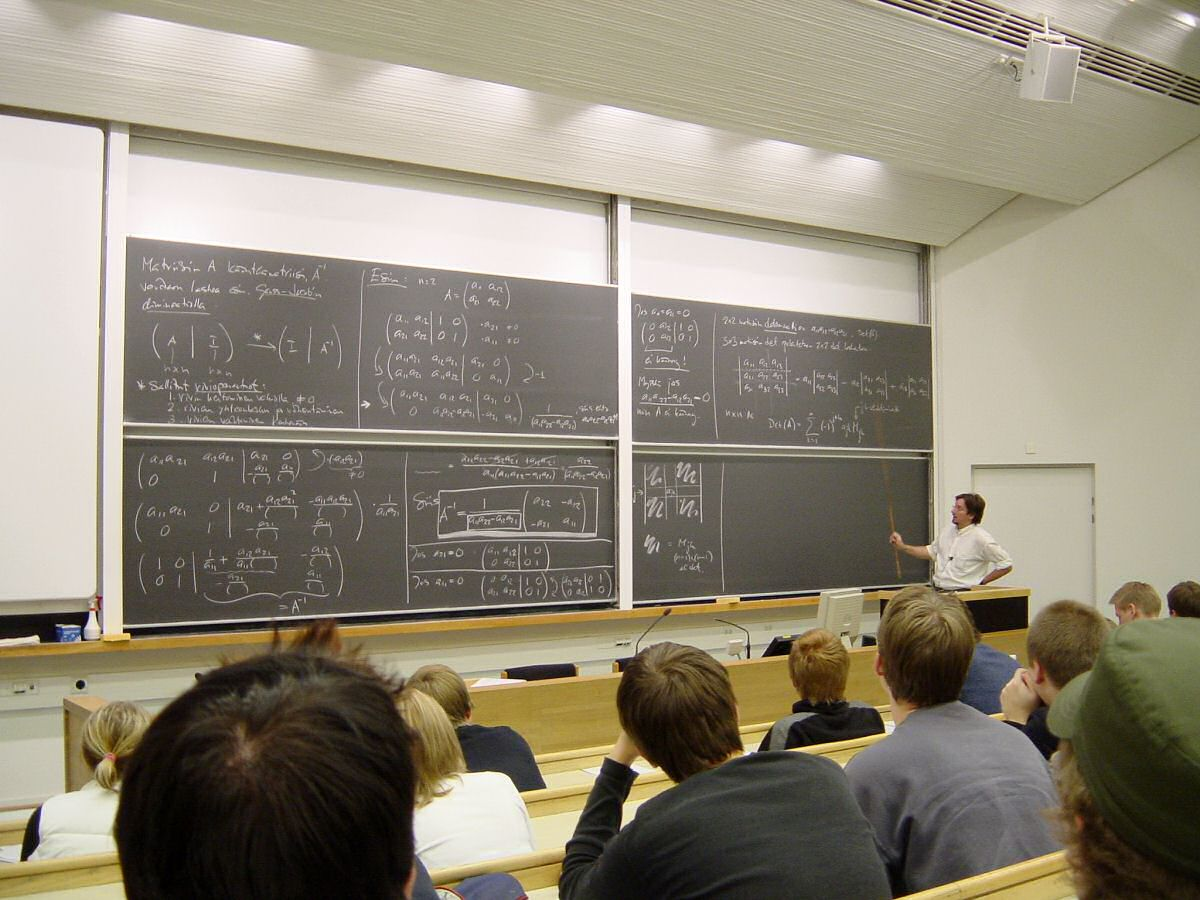
Лекція з математики в Науково-технічній школі Університету Аалто

Математична вправа — це комплекс простих, складних чи складених алгебраїчних, тригонометричних, геометричних та/чи інших математичних обчислень [операцій] на пошук відповіді та/чи доведення тих чи інших аксіом, теорем, формул або відкриттів у математиці та суміжних науках.
Математичні вправи задаються учням, студентам чи-то слухачам як в рамках основної навчальної програми, так і можуть складатись викладачами, репетиторами, науковими керівниками та студентами/учнями самостійно.
У залежності від складності та рівня, математичні вправи можуть містити лише одну чи-то об'єднувати декілька таких дій, як віднімання, додавання, ділення, множення, пошук коренів, піднесення до степеня і т. ін.
Наприклад, у геометрії та тригонометрії рішення таких вправ базуються на співвідношеннях кутів, сторін, їхніх відрізків і «правильних» чи «неправильних» багатокутників, а також наявності чи відсутності достатньої кількості відомих, змінних та невідомих з відповідним застосуванням чи незастосуванням теорем і формул.
У залежності від складності самого матеріалу, викладачі та вчителі надають або готові, розв'язані, приклади, надають виключно теорію, або спільно опрацьовують декілька прикладів і варіантів відповідних математичних завдань. При цьому, наприклад, у популярній в США серії підручників Schaum's Outlines, увага педагогів зосереджується саме на відпрацьованих прикладах, а не на теоретичній обробці математичної теми.

## Освіта

За словами Льва Виготського, відповідні вправи лежать у зоні, де студенти можуть виконати завдання за допомогою свого наукового керівника.

У початковій школі учні починають вивчати та практикувати найпростіші арифметичні завдання з найпростішими числами (від 0 до 9). Після цього вони поступово починають вивчати та практикувати різні активності з двозначними (від 10 до 99) числами, після яких, згідно освітній програмі, з'являються й поліноми (багаточлени). Ще одна вправа — виділення квадрату у квадратному тричлені. Штучно створена текстова задача — це тип вправ, призначений призначений для створення зв'язків з реальними задачами. Стівен Лікок описав цей тип:
За умов яскравого й якісного викладання вчителем математики як предмету, перед зацікавленими ними учнями/студентами, які вже опанували перші чотири арифметичні правила, такі як дроби чи-то суми, відкривається великий простір для вирішення та генерації математичних вправ, що, нерідко, нагадує «закоханість» у науку.
Розмежування вправи та математичної задачі зробив Алан Х. Шоенфельд:
Студенти мають майстерно опанувати відповідну тему й вирішення з ними таких задач на заняттях — це великі для них допомога та підтримка.
Він виступав за постановку таких викликів:
Під «реальними проблемами» … я маю на увазі математичні завдання, які є справжнім чесним викликом для студента й рішення якого вимагає довгої кропіткої самостійної роботи.
Подібні настрої висловив Марвін Біттінгер, коли він підготував друге видання свого підручника:
У відповідь на коментарі читачів, автори додали практичні вправи, які вимагають від учня, окрім розуміння найближчих цілей уроку, і складних математичних обчислень та дій.
За правильним педагогічним підходом, як для окремих учнів, так і груп студентів правильно підбираються та складаються вправи на тому рівні складності, який відповідає або незначно перевищує освітній рівень таких отримувачів знань, але не шкодить їм і не відвертає від подальшого вивчення матеріалу.
Деякі коментарі до передмови підручника з обчислення вказують на вагоме місце у книзі:
Вправи складають приблизно одну чверть тексту — найважливішу частину тексту на наш погляд. … Додаткові вправи наприкінці кожної глави доповнюють список основних та залучають до повторення раніше отриманого матеріалу та його практичного застосування.
Цей текст включає «Функції та графіки в додатках» (гл. 0.6), що становить чотирнадцять сторінок підготовки до основних проблем.
Автори книг «Скінченні поля» (англ. Finite field) самостійно склали власні вправи:
Аби підвищити привабливість цієї книги як підручника, ми включили опрацьовані приклади у відповідних пунктах тексту та включили списки вправ для Глав 1 — 9. Ці вправи варіюються від звичайних проблем до альтернативних доказів ключових теорем, але містять і матеріали, які виходить за рамки того, що розглядається в тексті — таким чином ми сприяємо самоосвіті зацікавлених читачів.
Дж. К. Максвелл пояснив, як вправа полегшує доступ до мови математики:
Як математики ми виконуємо певні розумові операції над числовими чи кількісними символами та показниками, і, переходячи крок за кроком від простіших до складніших операцій, ми маємо можливість виражати бажане й отримане у багатьох різних формах. Еквівалентність цих різних форм, хоча і є необхідним наслідком самоочевидних аксіом, для нашого розуму не завжди є самоочевидною; але математик, який довгою практикою ознайомився з багатьма з цих форм і став досвідченим у процесах, які ведуть від пункту «А» до пункту «Б», часто може перетворити заплутане вираження в щось інше, що пояснює його значення зрозумілішою мовою.

## Власні набори правил
Окремі викладачі в різних коледжах використовують вправи як частину своїх курсів з математики. Досліджуючи в університетах вирішення математичних проблем, Шенфельд підкреслив наступне:
Пропозиції «верхньої ліги» для спеціалістів з математики, де здебільшого студенти працювали над комплексами завдань, складених їхніми особистими викладачами. У таких курсах акцент робився на навчанні, виконуючи без спроб викладання конкретної евристики: студенти працювали над вирішенням багатьох проблем, оскільки (згідно з неявною інструкційною моделлю, що стоїть за такими курсами), це як добре здобувана математична освіта.
Такі комплекси вправ можуть особисто належати викладачу та його установі. Як приклад значення наборів вправ, розглянемо досягнення Тору Кумона та його методу Кумона. У своїй програмі студент не переходить до засвоєння кожного рівня вправ. У Російській математичній школі учні починають багатоступеневі задачі вже в першому класі, де вчаться вирішувати нові завдання на підґрунті попередніх результатів, аби просунутися до вирішення завдання.
У 1960 році, колекцію математичних вправ було перекладено з російської та надруковано Компанією «W. H. Freeman and Company»: The USSR Olympiad Problem Book (1962), Problems in Higher Algebra (1965), та Problems in Differential Equations (1963).

## Історія
У Китаї з давніх часів підрахункові прути використовувались для представлення чисел, а арифметика виконувалася за допомогою обчислення стрижня, а пізніше і сонця. Книга про числа та обчислення та дев'ять розділів математичного мистецтва містять вправи, які є зразками лінійної алгебри.
Близько 980 р. Аль-Сідзі написав «Шляхи полегшення виведення геометричних фігур», який у 1996 році було перекладено й опубліковано Яном Хогендейком.
Збірка вправ арабською отримала переклад на іспанську як «Компендіум алгебри Абенбедера» й опублікована в журналі «Природа».
У Європі до 1900 р. наука про графічну перспективу «обрамляла» геометричні вправи. Наприклад, у 1719 р. Брук Тейлор написав Нові принципи лінійної перспективи
[Читач] знайде набагато більше задоволення від спостереження за тим, наскільки обширні ці Принципи, застосувавши їх до конкретних вправ, які він сам має розробити, розвиваючи себе в цьому мистецтві, …
Тейлор продовжував
…для справжнього та найкращого способу пізнання будь-якого мистецтва — не бачити дуже багато Прикладів, зроблених іншою Особою; але володіти спочатку своїми Принципами, а потім ознайомити їх, проявляючи себе на Практиці
Використання письмових дощечок з крейдою у школах забезпечило ранній формат вправ. Зростання складності освітніх програм викликало написання та запровадження інструкцій зі складання письмових іспитів, використовуючи виключно ручку й аркуш паперу.
Фелікс Кляйн описав підготовку до вступного іспиту «Політехніка Еколь» наступним чином:
…курс «математичних особливостей». Це надзвичайно сильна концентрація математичної освіти — до 16 годин на тиждень — в якій елементарна аналітична геометрія та механіка, а також останнім часом нескінченне обчислення, ретельно вивчаються і перетворюються на надійно засвоєний інструмент за допомогою багатьох практичних вправ.
Сільвестр Франсуа Лакруа був обдарованим викладачем й експозитором. Його книга з описової геометрії використовує розділи, позначені як «Проблеми», аби допомогти читачам зрозуміти матеріал. У 1816 р. він написав «Нариси з глобального викладання» та «Навчання математики», де особливо наголосив на необхідності вправ і тестів:
Екзаменатор зобов'язаний у короткостроковому періоді комплексно підготувати свої запитання так, аби достатньо охопити більшу частину раніше викладеного матеріалу з предмету, який він запитує, та не може бути заслабким, бо, інакше, це не принесе жодної користі учням і студентам.
Ендрю Уорік звернув увагу на історичне питання з необхідності вправ:
Включення ілюстративних вправ та проблем наприкінці глав у підручниках з математичної фізики зараз настільки звичним явищем, але важливо розуміти, що цей педагогічний засіб має відносно недавнє походження та був введений у конкретному історичному контексті…:168
У дослідженнях такої наукової установи, як Кембріджський Університет, у матеріалі «Математичні тріпоси» він зауважував:
Таке сукупне, змагальне навчання також було досягнуто більш ефективно приватними репетиторами, використовуючи індивідуальне навчання, спеціально підготовлені рукописи та класифіковані приклади та проблеми, ніж це було зроблено викладачами коледжів, які викладали великим класам в темпі посереднього.:79
Пояснюючи взаємозв'язок іспиту та вправ, він пише:
… до 1830-х рр. саме проблеми з екзаменаційними роботами, а не вправи в підручниках визначали стандарт, до якого прагнули амбітні студенти … [Кембриджські студенти] не тільки очікували, що знайдуть собі шлях через найменший ескіз прикладу, але вчили розцінювати такі вправи як корисну підготовку для вирішення складних проблем на іспитах.:152
Пояснюючи, як реформа прижилася, Уорвік писав:
У Кембриджі була поширена думка, що найкращий спосіб викладання математики, включаючи нові аналітичні методи, — саме через практичні приклади та проблеми, і до середини 1830-х років деякі з перших поколінь молодих стипендіатів вивчали вищий аналіз та почали проводити власні дослідження та призначати екзаменаторів за методом Трипоса.:155
Уорвік повідомляє, що в Німеччині Франц Ернст Нойман приблизно в той же час «розробив загальну систему класифікованих вправ, яка ознайомила студента з ієрархією основних математичних навичок і прийомів і … почала будувати власні проблемні набори, за допомогою яких його студенти могли б вивчіть їхнє ремесло». У Росії Тимошенко Степан Прокопович реформував інструктаж навколо вправ. У 1913 році він викладав міцність матеріалів у Петербурзькому державному університеті засобів зв'язку. Як він писав у 1968 році,
[Практичні] вправи в інституті не давались, а на іспитах студентам ставили лише теоретичні запитання із прийнятого підручника. Мені довелося якомога швидше покласти край такому формату навчання. Студенти чітко розуміли ситуацію, усвідомлювали необхідність кращого засвоєння предмету та не заперечували проти сильного збільшення навантаження на їхню освітню роботу. Основна складність була з викладачами — а точніше — з екзаменаторами, які звикли базувати свої іспити на книзі. Поставлення практичних проблем на іспитах ускладнило їхню роботу. Вони були літніми людьми … Єдина надія полягала в тому, щоб залучити молодь до викладання..